# Foot-Ball Club Juventus 1926-1927
Questa voce raccoglie le informazioni riguardanti il Foot-Ball Club Juventus nelle competizioni ufficiali della stagione 1926-1927.

## Stagione

Da destra: Rosetta e Allemandi non riescono a fermare il bolognese Schiavio nella trasferta allo Sterlino del 27 marzo 1927, nel girone finale valido per l'assegnazione del titolo.

Per il neonato campionato di Divisione Nazionale la Juventus, scudettata in carica, decise di confermare la guida tecnica al giocatore-allenatore ungherese József Viola, il quale era subentrato nell'epilogo della precedente stagione dopo l'improvvisa scomparsa dell'ungherese Jenő Károly.
Confermando i pronostici, la squadra si classificò nel primo posto il girone A, a pari merito con l'Inter, con 27 punti, 44 reti a favore e 10 contro, e accedendo così, con i succitati nerazzurri e con il Genoa terzo classificato, al decisivo girone finale a sei squadre che avrebbe assegnato il titolo. Qui i bianconeri chiusero la graduatoria al terzo posto con 11 punti, 24 reti a favore e 13 contro, dopo le goleade inflitte tra le mura amiche ai genoani (6-0) e al Milan (8-2), e una stracittadina con il Torino che ebbe uno strascico polemico: un dirigente granata, il dottor Nani, secondo le cronache, avrebbe corrotto il terzino juventino Luigi Allemandi con 50 000 lire, affinché questi addomesticasse il derby del 5 giugno 1927; il risultato finale della sfida fu di 2-1 a favore del Toro, squadra alfine capolista del girone finale. Alla fine del campionato, Allemandi – dapprima squalificato a vita secondo sentenza della FIGC, ma poi amnistiato dopo il terzo posto degli azzurri al torneo olimpico di Amsterdam 1928 – fu ceduto all'Inter, mentre l'episodio della possibile combine portò alla revoca dello scudetto granata, che rimase inassegnato.
In questa stagione la Juventus partecipò anche alla prima edizione della Coppa Italia dove raggiunse la quarta fase eliminatoria, dopo le vittorie in trasferta contro il Cento per 15-0 il 6 gennaio 1927 – vittoria con la maggiore differenza reti della storia bianconera – e contro il Parma per 2-0 il 27 febbraio dello stesso anno. La gara del quarto turno contro il Milan non fu mai disputata, al pari di altre otto partite, per l'interruzione del torneo causa la mancanza di date disponibili tra le formazioni qualificate.

## Divise
| Casa | 1ª portiere | 2ª portiere |

## Rosa
| N. |                   | Ruolo | Calciatore           |
| -- | ----------------- | ----- | -------------------- |
|    | Italia (bandiera) | P     | Silvio Caglieris     |
|    | Italia (bandiera) | P     | Gianpiero Combi      |
|    | Italia (bandiera) | D     | Luigi Allemandi      |
|    | Italia (bandiera) | D     | Mario Ferrero        |
|    | Italia (bandiera) | D     | Domenico Filipponi   |
|    | Italia (bandiera) | D     | Virginio Rosetta     |
|    | Italia (bandiera) | D     | Francesco Imberti    |
|    | Italia (bandiera) | C     | Giovanni Barale      |
|    | Italia (bandiera) | C     | Oreste Barale        |
|    | Italia (bandiera) | C     | Bigatto I (capitano) |
|    | Italia (bandiera) | C     | Alfredo Gatti        |
|    | Italia (bandiera) | C     | Giuseppe Grabbi      |
|    | Italia (bandiera) | C     | Mario Meneghetti     |
|    | Italia (bandiera) | C     | Mario Paniati        |

| N. |                     | Ruolo | Calciatore        |
| -- | ------------------- | ----- | ----------------- |
|    | Italia (bandiera)   | C     | Ignazio Testa     |
|    | Ungheria (bandiera) | C     | József Viola      |
|    | Italia (bandiera)   | C     | Borgo I           |
|    | Italia (bandiera)   | A     | Tommaso Caudera   |
|    | Italia (bandiera)   | A     | Pio Ferraris      |
|    | Ungheria (bandiera) | A     | Ferenc Hirzer     |
|    | Italia (bandiera)   | A     | Federico Munerati |
|    | Italia (bandiera)   | A     | Pietro Pastore    |
|    | Italia (bandiera)   | A     | Pietro Rossi      |
|    | Italia (bandiera)   | A     | Giuseppe Torriani |
|    | Italia (bandiera)   | A     | Vojak I           |
|    | Italia (bandiera)   | A     | Camillo Fenili    |
|    | Italia (bandiera)   | A     | Enrico Savio      |

## Risultati

### Divisione Nazionale

#### Girone eliminatorio
| Arbitro: | A. Sguerso (Savona) |

|                                                                |           |  |
| Hirzer 13’, 31’ (rig.) Vojak 51’, 78’ Munerati 72’ Pastore 87’ | Marcatori |  |

| Arbitro: | U. Gama (Milano) |

|                                  |           |  |
| Vojak 30’, 32’, 79’ Munerati 72’ | Marcatori |  |

| Arbitro: | Pinasco (Genova) |

|               |           |            |
| Hallinger 18’ | Marcatori | 78’ Hirzer |

| Vercelli 24 ottobre 1926 4ª giornata | Pro Vercelli    | 0 – 0 referto | Juventus | Campo piazza Conte di Torino\| Arbitro: \| Trezzi (Milano) \| |
| Arbitro:                             | Trezzi (Milano) |               |          |                                                               |

| Arbitro: | Dani (Genova) |

|                                               |           |                 |
| Hirzer 5’ (rig.) Pastore 8’, 73’ Munerati 85’ | Marcatori | 23’ Castellazzi |

| Arbitro: | Bellandi (Milano) |

|  |           |                            |
|  | Marcatori | 30’ O. Barale 31’ Munerati |

| Arbitro: | Essinger (Pisa) |

|  |           |                    |
|  | Marcatori | 1’, 66’, 80’ Vojak |

| Arbitro: | Garbieri (Genova) |

|                         |           |  |
| Hirzer 29’ Torriani 55’ | Marcatori |  |

| Arbitro: | Turra (Padova) |

|            |           |                         |
| Romano 33’ | Marcatori | 14’ Munerati 29’ Hirzer |

| Arbitro: | Bresciani (Genova) |

|           |           |  |
| Porta 80’ | Marcatori |  |

| Arbitro: | Lenti (Genova) |

|  |           |                         |
|  | Marcatori | 52’ Munerati 82’ Hirzer |

| Arbitro: | A. Sguerso (Savona) |

|                                                            |           |                          |
| Pastore 9’, 19’ Hirzer 16’, 24’ (rig.), 70’ Vojak 33’, 78’ | Marcatori | 30’ Zanasi 85’ Hallinger |

| Arbitro: | Germani (Padova) |

|  |           |             |
|  | Marcatori | 27’ Gardini |

| Arbitro: | Pinasco (Genova) |

|                                          |           |  |
| Rivolta 15’, 62’ Cevenini III 49’ (rig.) | Marcatori |  |

| Arbitro: | Mastellari (Bologna) |

|                    |           |  |
| Pastore 53’ (rig.) | Marcatori |  |

| Arbitro: | Aebi (Milano) |

|                                                                        |           |  |
| Viola 13’ Vojak 36’, 51’ Caudera 38’ Grabbi 59’, 74’, 83’ Munerati 79’ | Marcatori |  |

| Arbitro: | Carraro (Padova) |

|  |           |                        |
|  | Marcatori | 41’ Munerati 89’ Vojak |

| Torino 20 marzo 1927 18ª giornata | Juventus         | 0 – 0 referto | Genoa | Campo Juventus\| Arbitro: \| Caironi (Milano) \| |
| Arbitro:                          | Caironi (Milano) |               |       |                                                  |

#### Girone finale
| Arbitro: | Germani (Padova) |

|                 |           |  |
| Della Valle 28’ | Marcatori |  |

| Arbitro: | A. Gama (Milano) |

|             |           |  |
| Pastore 16’ | Marcatori |  |

| Arbitro: | Barlassina (Novara) |

|                             |           |             |
| Powolny 59’ Castellazzi 63’ | Marcatori | 14’ Pastore |

| Arbitro: | Sani (Ferrara) |

|                                                    |           |  |
| Pastore 4’, 78’, 86’ Munerati 19’, 22’ Ferrero 80’ | Marcatori |  |

| Arbitro: | Carraro (Padova) |

|  |           |                                    |
|  | Marcatori | 8’ Munerati 27’ Pastore 60’ Hirzer |

| Arbitro: | Mangano (Milano) |

|          |           |           |
| Vojak 2’ | Marcatori | 10’ Pozzi |

| Arbitro: | A. Gama (Milano) |

|                            |           |           |
| Balacics 54’ Libonatti 73’ | Marcatori | 44’ Vojak |

| Arbitro: | Osti (Ferrara) |

|            |           |                                  |
| Hirzer 58’ | Marcatori | 6’, 52’ Rivolta 54’ Giustacchini |

| Arbitro: | U. Gama (Milano) |

|                           |           |                                    |
| Moruzzi 11’ Valentino 30’ | Marcatori | 13’ Rosetta 40’ Hirzer 68’ Ferrero |

| Arbitro: | Barlassina (Novara) |

|                                                                   |           |                           |
| Hirzer 14’, 24’, 61’ Munerati 50’ Pastore 51’, 70’, 75’ Vojak 88’ | Marcatori | 31’ Savelli 87’ Ostromann |

### Coppa Italia
| Arbitro: | Schiavina (Ferrara) |

|  |           | |
|  | Marcatori | 3’, 75’ Borgo 9’ G. Barale 26’, 31’, 52’, 73’, 77’ Savio 30’ Torriani 40’, 43’, 74’ G. Rossi 81’, 88’, 89’ Rosetta |

| Arbitro: | Sani (Ferrara) |

|  |           |                       |
|  | Marcatori | 35’ Vojak 49’ Caudera |